# هاليد السلفونيل
في الكيمياء اللاعضوية، تتشكل مجموعات هاليد السلفونيل عند تواجد السلفونيل (>S(=O)2) المجموعة الوظيفية مرتبطة منفردة بذرة الهالوجين. لديهم الصيغة العامة RSO2X، حيث X عبارة عن هالوجين. تقل استقرارية هاليدات السلفونيل بالترتيب الفلوريدات > الكلوريدات > البروميدات > اليوديدات، وجميع الأنواع الأربعة معروفة جيدًا. تعتبر كلوريدات وفلوريدات السلفونيل ذات أهمية كبيرة في هذه المجموعة.